# Ка Бузати II (Венеција)
Ка Бузати II (итал. Ca' Busatti II) је насеље у Италији у округу Венеција, региону Венето.
Према процени из 2011. у насељу је живело 135 становника. Насеље се налази на надморској висини од 10 м.